# マンガエフ
『マンガエフ』は、かつて太田出版が発行していた日本の月刊漫画雑誌。発売日は前々月30日。
創刊号は2000年6月30日発売の8月号。同年12月に休刊。
漫画家・山本直樹をスーパーバイザーに迎え、「新感覚サティスファクションコミック」をキャッチフレーズに発行された。同年12月発売の2001年2月号を最後に休刊し、『マンガ・エロティクス』と統合される形で後継誌『マンガ・エロティクス・エフ』（太田出版）に移行した。

## 主な掲載作品
- 安達ヶ原（小野塚カホリ）
- 紺野さんと遊ぼう（安田弘之）
- 17（福山庸治）
- 探偵くん（町野変丸）
- トラや（南Q太）
- 熱風（畑中純）
- プロジェクトF（ひだまりん）
- ワンコインクリア（雁須磨子）